# Vyacheslav Ivanov (lingüista)
Viacheslav Vsevolodovich Ivánov (en ruso: Вячесла́в Все́володович Ива́нов, Moscú, 21 de agosto de 1929 – Los Ángeles, 7 de octubre de 2017) fue un filólogo, semiótico e indoeuropeísta soviético y ruso. Es conocido por formular la teoría glotálica de las consonantes indoeuropeas, así como por situar la urheimat (‘patria original’) indoeuropea en la zona de las tierras altas de Armenia y el lago Urmia.
Fue miembro de la Sociedad Filosófica Estadounidense. Autor de varios libros y más de 1000 artículos de revistas.

## Biografía
Era hijo de Vsévolod Ivánov, un destacado escritor soviético y de una actriz de teatro. Estudió en la Universidad de Moscú y trabajó allí en el departamento de Filosofía. Permaneció hasta 1958, cuando fue expulsado por su simpatía con Borís Pasternak y Roman Jakobson. De 1959 a 2017 trabajó en y dirigió varios organismos de investigación lingüística y cultural de Moscú. En 1989 fue elegido para formar parte del Sóviet Supremo de la República Socialista Federativa Soviética de Rusia, pero se trasladó pronto a los Estados Unidos. Desde 1991 hasta 2012 fue profesor de lenguas eslavas en la Universidad de California en Los Ángeles.
Fue miembro de varias academias de ciencias y artes:
- Academia de Ciencias de la Unión Soviética.[6]
- Academia de Ciencias de Rusia.[4]
- Sociedad Lingüística de Estados Unidos.[4]
- Academia Británica.[4]
- Academia Croata de Ciencias y Artes.
- Academia de Ciencias de Letonia.
- Academia Estadounidense de las Artes y las Ciencias.
- Sociedad Filosófica Estadounidense.[3]

## Obra
A comienzos de los años 1960, Ivánov fue uno de los primeros investigadores soviéticos interesados en la semiótica. En la década de 1970 trabajó junto con Tamaz Gamkrelidze en una nueva teoría sobre el sistema fonológico del indoeuropeo, la famosa teoría glotálica. Ambos trabajaron juntos en los 1980 en una nueva teoría sobre las migraciones indoeuropeas, que publicaron en Indo-European and Indo-Europeans (1995).
Ivanov también escribió poesía, y publicó varios libros de memorias, incluyendo dos sobre sus relaciones con Borís Pasternak y Anna Ajmátova.

## Publicaciones más relevantes
- Sanskrit. Moscow: Nauka Pub. House, Central Dept. of Oriental Literature, 1968.
- Borozdy i mezhi. 	Letchworth: Bradda Books, 1971. 351 p.
- con Tamaz V. Gamkrelidze, Indoevropjskij jazyk i indoevropejcy: Rekonstrukcija i istoriko-tipologieskij analiz prajazyka i protokultury. Tiflis: Tiflis University Press 1984. xcvi + 1328 p.
  - English translation: Indo-European and the Indo-Europeans: A reconstruction and historical analysis of a proto-language and a proto-culture. 2 vols. Trans. J. Nichols. Berlin–New York: Mouton de Gruyter, 1: 1994, 2: 1995
- con T. V. Gamkrelidze, “The ancient Near East and the Indo-European question: Temporal and territorial characteristics of Proto-Indo-European based on linguistic and historico-cultural data”, Journal of Indo-European Studies vol. 13, no. 1–2 (1985): 3–48.
- con T. V. Gamkrelidze, “The migrations of tribes speaking Indo-European dialects from their original homeland in the Near East to their historical habitations in Eurasia”, Journal of Indo-European Studies vol. 13, no. 1–2 (1985): 9–91.
- Vyacheslav V. Ivanov and Thomas Gamkrelidze, “The Early History of Indo-European Languages”, Scientific American vol. 262, no. 3 (March, 1990): 110-116.
- The archives of the Russian Orthodox Church of Alaska, Aleutian and Kuril Islands (1794—1912): An attempt at a multisemiotic society. Washington, 1996.
- The Russian orthodox church of Alaska and the Aleutian Islands and its relation to native American traditions — an attempt at a multicultural society, 1794—1912. Washington, D.C.: Library of Congress; U.S. G.P.O., 1997.
- (editor) con Ilia Verkholantseva, eds., Speculum Slaviae Orientalis : Muscovy, Ruthenia and Lithuania in the late Middle Ages. Moscow: Novoe izdatel'stvo, 2005.
- (editor), Issledovaniia po tipologii slavianskikh, baltiĭskikh i balkanskikh iazykov: preimushchestvenno v svete iazykovykh kontaktov [= Studies in the typology of Slavic, Baltic and Balkan languages: with primary reference to language contact]. St. Petersburg: Aleteĭia, 2013.
- con V. N. Toporov, Mifologiia: statʹi dlia mifologicheskikh ėntsiklopediĭ. Moscow: IASK, Iazyki slavianskikh kulʹtur, 2014.
- Cultural-historical theory and semiotics. In A. Yasnitsky, R. Van der Veer & M. Ferrari (Eds.), The Cambridge handbook of cultural-historical psychology (488-516). Cambridge: Cambridge University Press, 2014.